# CPKTフォーマット
CPKTフォーマット（シーピーケィティフォーマット）とは、JPEG方式で記録された静止画像に、補助的な付加情報を追加する方式のひとつで、2004年に公開された。APP5-CPKT Formatとも表記される。
このフォーマットにより、画像の品質や、画像を表示する既存のソフトウェア（ウェブブラウザなど）に全く影響を与えることなく、音声や別の画像、エクセルやワードなどの任意のデータが追加された画像ファイルを作成することができる。
CPKTフォーマットは一般に公開されているので、誰でもこの方式に従ってJPEG画像に対し付加情報を追加・解読・利用するソフトウェアを開発することが可能である。

## 技術の詳細
CPKTフォーマットは、JPEGのAPP5 Application Segmentを利用する。このアプリケーションセグメント内に、CPKTの4文字のヘッダから始まるデータ（付加情報）が、CPKTフォーマットに従って格納される。
単一のアプリケーションセグメントに付加情報が収容できない場合のために、CPKTフォーマットには通番を格納するエリアが用意されており、複数のAPP5アプリケーションセグメントに情報が分散されているときは、通番に従って結合される。
CPKTフォーマットには、格納される付加情報が何であるかを示すラベルが含まれるが、このラベルの形式はメールヘッダのContent-typeの書式に準じている。

## CPKTフォーマットを使用しているソフトウェア
市販されているものは少ないが、日本では日本トレーサビリティセンターから販売されている「プロセルピナ」というソフトウェアにおいて、CPKTフォーマット準拠による画像への付加情報の埋め込みがサポートしている。
このソフトウェアの、画像（宛先の顔写真など）のドラッグ・アンド・ドロップだけで、相手に送るメールを作成する機能は、CPKTフォーマットにより、メールアドレスなどの宛先情報を付加情報として追加することで実現されている。